# Фьодор Матюшкин
Фьодор Фьодорович Матюшкин (на руски: Фёдор Фёдорович Матюшкин) е руски полярен изследовател, адмирал (1867), сенатор.

## Биография

### Произход и образование (1799 – 1817)
Роден е на 10 юли 1799 година в Щутгарт, Херцогство Вюртемберг, Свещена Римска империя (днес в Германия), където баща му служи като съветник в руското посолство. Първоначално образование получава в пансиона на Московския университет, а от 1811 – в Царскоселския лицей заедно с Александър Пушкин.

### Експедиционна дейност (1817 – 1827)
След завършването на лицея през 1817 постъпва като доброволец и участва в околосветското плаване на кораба „Камчатка“ през 1817 – 1819 под комадването на Василий Головнин. Завръща се от плаването като мичман.
През 1820 – 1824 г. участва в експедицията на Фердинанд Врангел в Североизточен Сибир. От март до май 1821 самостоятелно изследва и описва остров Четиристълбов (от Мечите о-ви). През лятото на 1821 изследва басейна на река Голям Анюй (десен приток на Колима) и тундрата на изток от устието на Колима, през лятото на 1822 – река Малък Анюй, а през март и април 1823 – северния бряг на п-ов Чукотка от Чаунския залив (169º 50` и.д.) до 179º 30` и.д. и събира ценни етнографски материали. Изучава и описва бита и обичаите на местното население и съставя речник на чуванските и омокските езици.
През 1825 – 1827 г. отново съпровожда Врангел, вече като лейтенант, в околосветското му плаване.

### Военноморска кариера (1828 – 1851)
От 1828 до 1831 г., в качеството си на вахтен началник, участва в Руската средиземноморска ескадра, която блокира Дарданелите. На 30 юни 1831 г., с чин капитан-лейтенант, командва кораба „Ахилес“ и провежда няколко сражения по време на войната за освобождаването на Гърция.
През 1834 е назначен за командир на фрегатата „Амфитрида“ и същата година е преведен в Черноморския флот. Командвайки корабите „Браила“ и „Варшава“ (близо 10 години), обикаля кавказките брегове, нееднократно превозвайки десантни отряди и взема дейно участие във войната на Русия срещу кавказките народи. През 1838 г. за участието в битката за превземането на Туапсе е произведен в капитан 2-ри ранг, през 1840 – в капитан 1-ви ранг, а през 1849 – в контраадмирал.
През 1850 г. Матюшки е преместен в Балтийския флот и през тази и следващата година плава покрай бреговете на Дания, Германия и Швеция. С това плаване завършва строевата дейност на Матюшкин и започва административна.

### Административна дейност и смърт (1852 – 1872)
През 1852 г. Матюшкин е назначен за заместник-директор на инспекторския департамент и остатъка от живота си посвещава на административна дейност. Участва в съставянето на нов морски устав, става главен командир на Свеаборгското пристанище, член на морското генерал-губернаторство, цензор на морското министерство, член на различни комитети и от 1858 председател на Морското ведомство.
На 26 август 1858 г. е произведен във вицеадмирал, а на 30 август 1861 е назначен за сенатор, която длъжност заема до смъртта си. На 9 юни 1867 е произведен в пълен адмирал.
Умира на 16 септември 1872 година в Санкт Петербург на 73-годишна възраст.

## Памет
Неговото име носят:
- връх Матюшкин (71°02′ с. ш. 179°37′ и. д. / 71.033333° с. ш. 179.616667° и. д., 661 м), в южната част на остров Врангел в Чукотско море;
- нос Матюшкин (69°36′ с. ш. 170°09′ и. д. / 69.6° с. ш. 170.15° и. д.) на Източносибирско море, на северния бряг на Чукотка.

## Трудове
- „Журнал кругосветного плавания на шлюпе „Камчатка“ под командою капитана Головнина“, в кн.: Шур, Л.А., К бе-регом Нового Света, М., 1971.